# France aux Jeux olympiques de 1912
L'équipe de France olympique participe aux Jeux olympiques de 1912 à Stockholm. Elle y remporte quatorze médailles : sept en or, quatre en argent et trois en bronze, se situant à la cinquième place des nations au tableau des médailles. L'athlète Raoul Paoli est le porte-drapeau d'une délégation française comptant 112 sportifs, dont une femme, la joueuse de tennis Marguerite Broquedis.

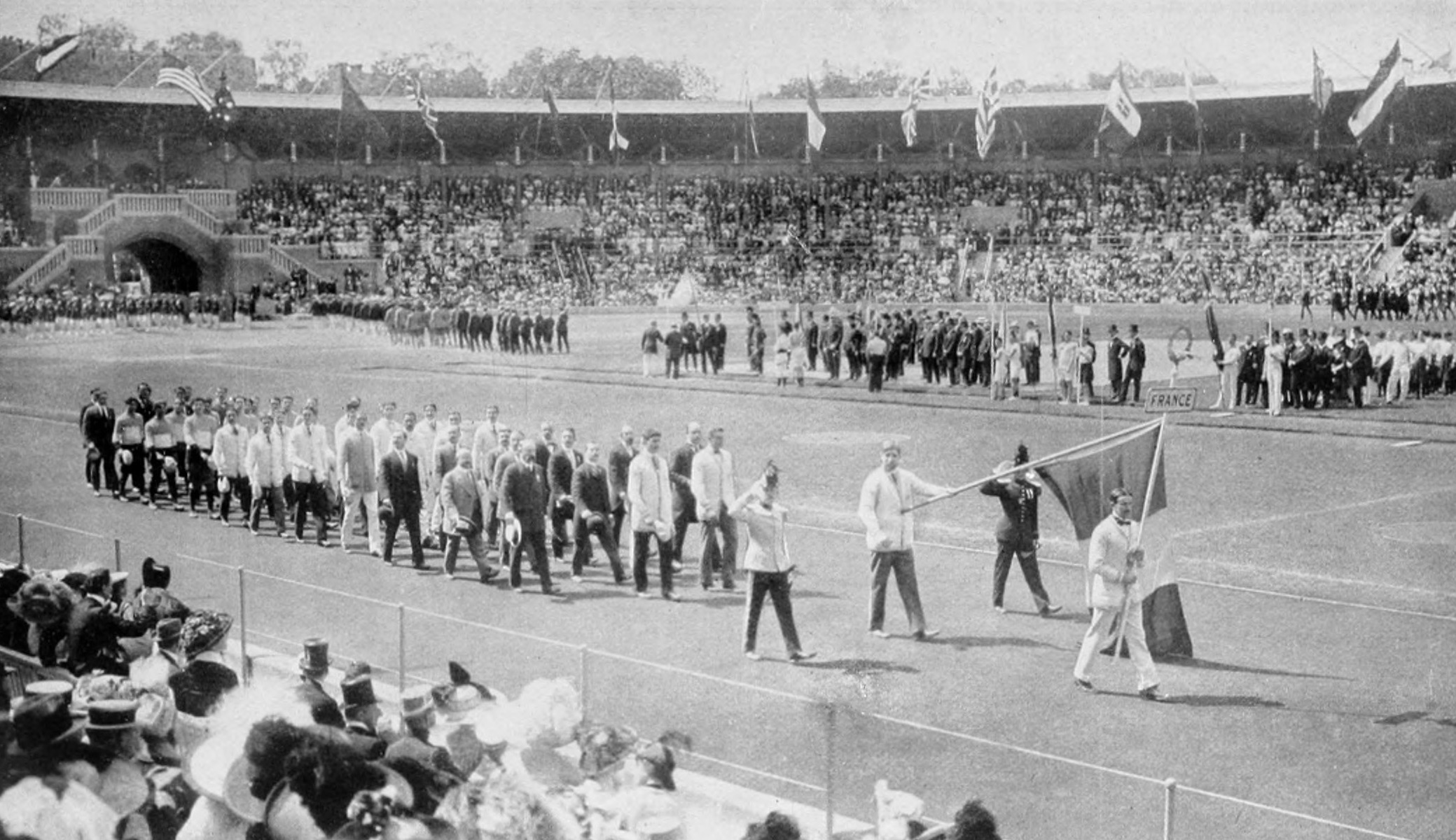
La délégation française et son porte drapeau.

## Bilan général
| Place | Sport       | Médaille d'or, Jeux olympiques | Médaille d'argent, Jeux olympiques | Médaille de bronze, Jeux olympiques | Total |
| 1     | Tennis      | 3                              | 0                                  | 2                                   | 5     |
| 2     | Tir         | 2                              | 0                                  | 0                                   | 2     |
| 3     | Equitation  | 1                              | 1                                  | 1                                   | 3     |
| 4     | Voile       | 1                              | 0                                  | 0                                   | 1     |
| 5     | Athlétisme  | 0                              | 2                                  | 0                                   | 2     |
| 6     | Gymnastique | 0                              | 1                                  | 0                                   | 1     |
| Total | Total       | 7                              | 4                                  | 3                                   | 14    |

## Liste des médaillés français

### Médailles d'or
| Sport              | Discipline                         | Sportifs                                | Performance |
| Médailles d'or : 7 |                                    |                                         |             |
| Équitation         | Saut d’obstacles                   | Jacques Cariou                          |             |
| Tennis             | Simple Dames                       | Marguerite Broquedis                    |             |
| Tennis             | Simple Messieurs – courts couverts | André Gobert                            |             |
| Tennis             | Double Messieurs – courts couverts | André Gobert Maurice Germot             |             |
| Tir                | Arme libre 3 positions             | Paul Colas                              |             |
| Tir                | Fusil de guerre 600 m              | Paul Colas                              |             |
| Voile              | 6 m                                | Amédée Thubé Gaston Thubé Jacques Thubé |             |

### Médailles d'argent

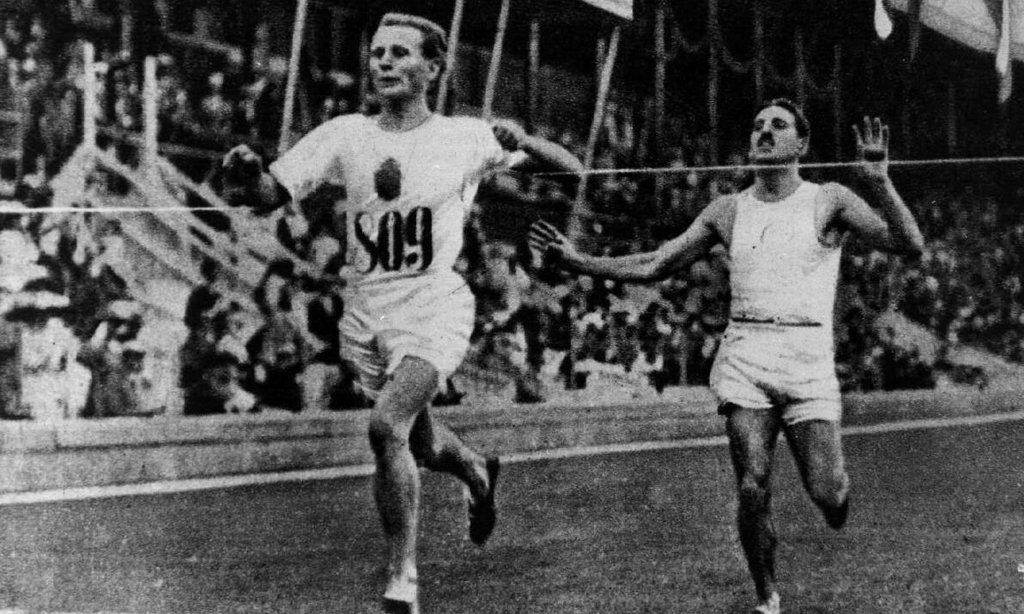
Jean Bouin devancé par Hannes Kolehmainen lors de la finale du 5 000 mètres.

| Sport                  | Discipline                       | Sportifs                                                            | Performance   |
| Médailles d'argent : 4 |                                  |                                                                     |               |
| Athlétisme             | 4 x 400m (H)                     | Pierre Failliot Charles Lelong Charles Poulenard Robert Schurrer    | 3 min 20 s 7  |
| Athlétisme             | 5 000 m (H)                      | Jean Bouin                                                          | 14 min 36 s 7 |
| Équitation             | Saut d’obstacles par équipe      | Jacques Cariou Pierre Dufour d'Astafort Ernest Meyer Gaston Seigner |               |
| Gymnastique            | Concours individuel aux 4 engins | Louis Ségura                                                        |               |

### Médailles de bronze
| Sport                   | Discipline       | Sportifs                              | Performance |
| Médailles de bronze : 3 |                  |                                       |             |
| Équitation              | Concours complet | Jacques Cariou                        |             |
| Tennis                  | Double mixte     | Marguerite Broquedis Albert Canet     |             |
| Tennis                  | Double Messieurs | Albert Canet Edouard Meny de Marangue |             |

## Engagés français par sport

### Athlétisme
5 000m :
- Marcel Radigue

10 000m :
- Marcel Radigue

Marathon
- Renon Boissière

### Aviron
- Marius Lejeune